# Битва при Пирибебуй
Битва при Пирибебуй (исп. Batalla de Piribebuy) — одно из сражений Парагвайской войны. Битва произошла 12 августа 1869 года в городе Пирибебуй, временной столице Парагвая.
На заключительных этапах Войны Тройственного альянса, вызванной отступлением ослабленной парагвайской армии после поражения у Ломас-Валентинас, Солано Лопес сумел спасти и реорганизовать свои войска и закрепиться на своих базах в Кордильерах. Лагерь Аскурры в окрестностях холма Какакупе был выбран для размещения его немногочисленных сил. Лагерь союзников находился в Пираю. Союзное командование строило планы полной ликвидации упорных парагвайских защитников. Осаждающая армия, которую возглавлял Гастон Орлеанский, зять императора Бразилии Педру II, подошла, чтобы завершить обходной маневр, проходящий через Парагуари, Валенсуэлу и Мбопи-Куа в ущелье Сапукай. Бразильская армия насчитывала двадцать тысяч бойцов.
Парагвайские войска, которых было всего 1600 человек, в основном пожилых, больных и подростков, были плохо вооружены. Город дважды отклонил предложения сдаться Гастону Орлеанскому. В 4 часа утра бразильские батареи, состоявшие из 47 орудий, окружавшие город, начали обстрел, который продолжался около четырёх часов. Потом пошла в атаку пехота. В окопах произошел жестокий и неравный бой. Его защитники яростно сражались. Даже женщины, вооруженные битыми бутылками и камнями, защищали город. На дне ручья Мбореви первые две атаки противника были отбиты, две трети защитников погибли.
Битва продолжалась 5 часов. Бразильцы, имевшие подавляющее превосходство, захватили город. В последних столкновениях был убит бразильский генерал Жоао Мануэль Мена Баррету, главнокомандующий 2-м корпусом имперских войск. В результате бразильцы ответили местью: расстреляли командира гарнизона полковника Педро Пабло Кабальеро в присутствии его семьи, казнили пленных и подожгли госпиталь, где погибло около 600 человек и сгорели перевезенные туда документы национального архива.